# Gagrellula annulata
Gagrellula annulata is een hooiwagen uit de familie Sclerosomatidae.